# Hermetschwil-Staffeln

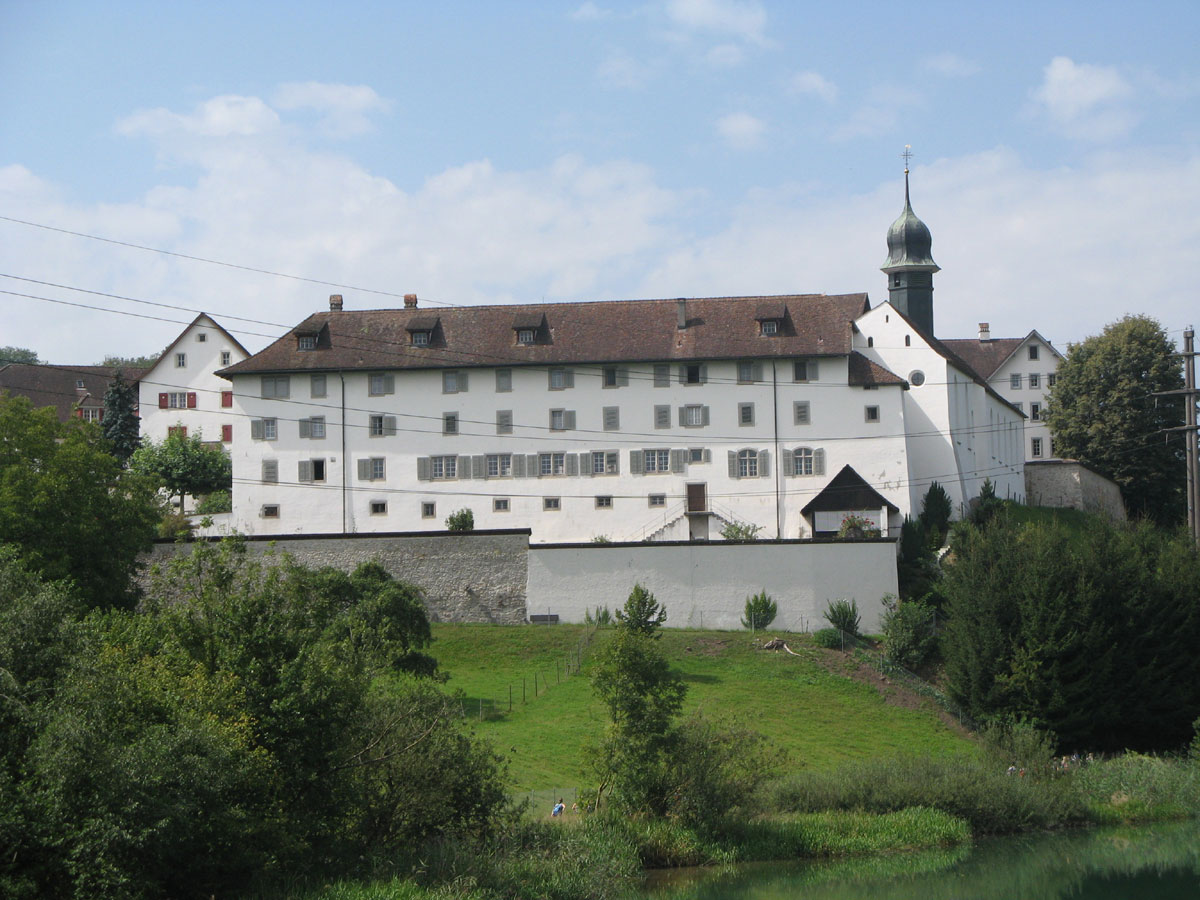
Klostret i Hermetschwil.

Hermetschwil-Staffeln (schweizertyska: Hermetschwil-Staffle) är en ort i kommunen Bremgarten i kantonen Aargau, Schweiz. Orten var före den 1 januari 2014 en egen kommun, men inkorporerades då in i kommunen Bremgarten.